# Какажао
Какажао, или уакари, или какайо, или короткохвостые саки (лат. Cacajao) — род обезьян из подсемейства Pitheciinae, семейства саковых (лат. Platyrrhini).

## Описание
Какажао отличаются от других обезьян Нового Света укороченным хвостом, длина которого составляет всего 15—18 см при длине тела 40—45 см. Шерсть длинная, редкая, на голове отсутствует. У этих обезьян очень мало подкожного жира, поэтому морды словно обтянуты кожей. Как и у остальных саковых, нижние резцы выступают вперёд. В природе наблюдались как в небольших группах, так и в больших сообществах до 100 особей. При передвижении по лесу используют обычно нижние ветви деревьев, при кормлении поднимаются к верхним ветвям. В рационе фрукты, орехи, ростки растений.

## Распространение
Распространены в северо-западной части бассейна Амазонки. Лысые уакари обитают к северу от Амазонки и к югу от реки Жапура, черноголовые уакари — к северу от Амазонки и к югу от реки Риу-Негру, Cacajao hosomi — к северу от Риу-Негру и к востоку от Касикьяре, Cacajao ayresi — в бассейне Рио-Курудури.

## Классификация
Род насчитывает 4 вида:
- Западный какажао (Cacajao calvus), или лысый уакари[3] с четырьмя подвидами:
  - Cacajao calvus calvus
  - Cacajao calvus ucayalii
  - Cacajao calvus rubicundus
  - Cacajao calvus novaesi
- Черноголовый какажао (Cacajao melanocephalus), или черноголовый уакари[3]
- Cacajao hosomi
- Cacajao ayresi